# Александър Станишев
Александър Димитров Станишев e български лекар, учен и политик. Един от водещите български хирурзи от периода между двете световни войни. Създател на катедрата по хирургия при Медицинския факултет на Софийския университет (1921), декан на Медицинския факултет (1930/1931 и 1937/1938), ректор на Софийския университет (1938/1939). Председател на Българското хирургическо дружество (1936 – 1944) и подпредседател на Международната хирургическа академия в Женева.
Министър на вътрешните работи и народното здраве през юни-септември 1944 година. Член на масонска ложа. След Деветосептемврийския преврат е осъден на смърт от т. нар. Народен съд и екзекутиран на 1 февруари 1945 г.

## Биография

### Произход
Александър Станишев е роден на 27 декември (15 декември стар стил) 1886 г. в Кукуш, Южна Македония във видно българско възрожденско семейство – неговият дядо по бащина линия Нако Станишев е водачът на църковно-националните борби в Кукуш, в резултат на които градът пръв измежду всички български градове успява да наложи на Патриаршията избор на български владика, а дядо му по майчина линия Гоце Станишев освен участник в тези борби е и потомствен лечител. Големият му брат е д-р Константин Станишев, председател на Македонския национален комитет, друг негов брат е Милош Станишев – български офицер, загинал в Първата световна война.

### Образование и начало на медицинската дейност
1904 година завършва с деветнадесетия випуск Солунската българска мъжка гимназия. Учи естествена история в Софийския университет (1904 – 1905), след което завършва Медицинския факултет на Мюнхенския университет в Германия (1905 – 1910). Работи като асистент в Университетската хирургическа клиника в Мюнхен, специализира в болници в Лозана, Берн и Линдау (1910 – 1912). В Балканските и Първата световна война участва като хирург в български военни болници. За отличия и заслуги през третия период на войната е награден с орден „Свети Александър“, V степен.
След войните Станишев специализира в Хайделберг и Мюнхен (1919 – 1920) при световноизвестните професори Зауербрух и Кохер. По това време написва своя труд „Волево движение на изкуствената ръка. Заубербахова операция, собствена методика и техника на протезата“ и защитава дисертация върху желатинозния карцином на стомаха.

### Хирург
От 1920 година е редовен доцент в Катедрата по клинична хирургия на Медицинския факултет в Софийския университет, от 1923 е извънреден, а по-късно и редовен професор в същата катедра. Основател е и пръв директор на Хирургическата клиника в София. Декан е на Медицинския факултет на Софийския университет (1930 – 1931, 1937 – 1938), а през 1938 – 1939 е ректор на Софийския университет. По време на този мандат университетът посреща тържествено своята 50-годишнина и приема името на свети Климент Охридски. От 1936 до 1944 г. проф. Станишев е председател на Българското хирургическо дружество.
Основава, заедно с проф. Параскев Стоянов, първото хирургическо списание в България – „Известия на Българското хирургическо дружество“ (1934), предшественик на днешното списание „Хирургия“.
Създадената и управлявана от него Катедрата по хирургия от основаването през 1921 г. до 1938 г. е разположена в Хирургичния павилион на Дивизионната болница; има 80 легла. По указания на проф. Станишев е построена нова сграда, отговаряща на стандартите на най-модерните немски хирургични клиники по онова време, в която клиниката се премества през 1938 г.; разполага вече с 220 легла. Катедрата въвежда, а също и популяризира в страната, всички водещи постижения на хирургията, лечението е на най-високо ниво. Професорът организира работата на своята катедра и клиника по немски образец – идеален ред, прецизност, спазване на йерархията, взискателност към персонала, перфектна болнична хигиена и асептика. Обучават се студенти, стажант-лекари, специализират много лекари хирурзи. Проф. Станишев достига до европейско ниво и признание.

За  него един от ръководителите на Катедрата по хирургия в Медицинския университет в София, доц. д-р Димитър Трифонов, пише:
| „ | В спомените на студентите си проф. Станишев остава изключителен университетски професор, владеещ аудиторията със своята висока ерудиция, реторична дарба и лично обаяние: явяването му в аудиторията се известявало с гонг, след него влизали всички асистенти, специализанти и стажанти, винаги пълната аудитоия го аплодирала, той никога не четял лекциите си и често правел подходящи опреции пред студентите си, запомнящи се завинаги. | “ |

Според спомените на студентите проф. Станишев е бил изключителен университетски преподавател, владещ аудиторията със своята висока ерудиция, риторична дарба и лично обаяние. Този етап от развитието на катедрата по хирургия днес е наричан „ерата на Станишев“.
Сред най-изтъкнатите му ученици са д-р Иван Руменов, д-р Петко Момчилов, д-р Алексиев, д-р Васил Крапчев, проф. Владимир Томов, проф. Борислав Кръстев, проф. Ламбрев, д-р Емил Чернев, проф. Райко Райнов, проф. Марин Маринов, проф. Веселин Матеев и много други. Някои от тези лекари още тогава са изявени комунисти, но проф. Станишев ги цени като медици и ги пази. Още много от учениците му стават забележителни хирурзи, мнозина от тях са пръснати из цяла България, прилагат медицина на европейско ниво и обучават.
Проф. д-р Александър Станишев получава редица международни признания. През 1935 година е избран за член, а през 1938 г. – и за подпредседател на Международната хирургическа академия в Женева. Дописен член на Немската академия в Мюнхен и на Немското хирургично дружество (1938) От 1939 година е почетен член на Университета в Хамбург, а през следващата година е провъзгласен и за почетен доктор на Берлинския университет. Почетен доктор е и на Варшавския университет (1940), почетен член на Югославското хирургично дружество, секция Любляна, и други организации.

### Общественик и политик
Обществената и политическа дейност на Александър Станишев е свързана с борбата за освобождението на Македония, попаднала под сръбска и гръцка власт след 1913 г. Член-учредител е на Македонския научен институт. Участва в учредяването на Кукушкото благотворително братство в София (1922) и е негов пръв председател.
От 1 юни 1944 г. до 2 септември 1944 година Станишев е министър на вътрешните работи и народното здраве в правителството на Иван Багрянов. Той е известен със симпатиите си към Германия, поддържа тесни контакти с германския посланик Адолф Бекерле и често се застъпва в кабинета за провеждане на по-твърда политика. Същевременно още в началото на дейността на правителството (21 юни) е приета Заповед № 4273, която показва промяна в отношението на властта към комунистическата съпротива – макар че се призовава към „ликвидиране на всички нелегални групи“, стремежът е да се изтегли армията от акциите срещу партизаните, да се спре паленето на къщи за наказание (демонстративно или превантивно), а ятаците да се третират различно от партизаните: да бъдат разследвани от военни следователи и невинните да се освобождават, а виновните да се дават под съд. Проф. Станишев води разговори за помирение с БРП, той предлага „партизаните да се оставят в известни гори и села, там, където пожелаят, и да мируват, докато дадем пълна амнистия и провъзгласим с това наедно и неутралитета на България“. Представителя на ЦК на БРП д-р Иван Пашов му заявява, че партизанският апарат бил много сложен и не можел да се командва от София. Според някои сведения в кабинета проф. Станишев защитава преследванията срещу близки на партизани – според доклад на Бекерле смятал, че ако те „засегнат някой невинен, това не е толкова важно, колкото сплашването, което осигуряват бруталните действия на полицията“. Известно е обаче, че проф. Станишев се застъпва за освобождаването на видния комунист Тодор Павлов от лагера „Гонда вода“, както и че Сибила Радева, съпруга на Емил Шекерджийски, е освободена също след негова намеса. Като министър той, след като разбира от Султана Рачо Петрова, излязла от концентрационен лагер през юли 1944 г., че такива лагери все още съществуват, разпорежда те да бъдат закрити в срок от 24 часа. На 24 август посреща еврейска делегация и обявява премахването на жълтата звезда на Давид и на забраната за избор на работа. На 29 август всички антиеврейски закони са отменени.
След Деветосептемврийския преврат през 1944 г. е арестуван. Това прави Тодор Павлов на 12 септември 1944 г., отишъл с две коли за ареста. Познаващ семейството, той казва на сина му: „Владо, мойто момче, и косъм няма да падне от главата на баща ти“. Сибила Радева по-късно, като заместник-министър, преследва дори ученици на проф. Станишев.
Осъден е от т.нар. Народен съд на смърт, глоба от пет милиона лева и конфискация на имуществото. На 1 февруари 1945 г. е екзекутиран. През 1996 година с Решение №172 на Върховния съд присъдата му е отменена.

### Семейство
През 1918 г. Александър Станишев се жени за Веса Камбосева, първа братовческа на Иван Багрянов. Имат двама сина: Александър (р. 1919) и Владимир (р. 1923), които също се насочват към медицината. По време на Деветосептемврийския преврат големият син Александър е студент в Германия и остава там. Става известен хирург, професор, със собствена клиника в Мюнхен.
Къщата на проф. Станишев в София е обявена за паметник на културата в 1978 година.

## Памет
След демократичните промени създадената и ръководената от него хирургична клиника в Александровската болница носи неговото име, а пред някогашния му кабинет е поставен негов бюст.
На професор Александър Станишев е наречена улица в квартал „Люлин“ в София (Карта).
В чест на проф. Станишев International Journal of Surgery and Medicine (IJSM) учредява през 2018 г. наградата Prof. Alexander Stanischeff за най-добра публикация в три категории: най-добра оригинална статия, най-добра обзорна статия и най-добър доклад за случай.

## Родословие
|  |  |  |  |                                        |                                        |                                        |                                        |                                        |                                        |  |  |                                    |                                    |                                    |                                    |                                    |                                    |                                    |                                    |                                       |                                       |                                       |                                       | Стоян Станишев                        |                                       |                                   |                                   |                                   |                                   |                                   |                                   |                                   |                                   |                              |                              |                                |                                |                                |                                |                                  |                                  |                                  |                                  |                                   |                                   |                                   |                                   |                                   |                                   |  |  |                               |                               |                               |                               |                               |                               |  |  |                             |                             |                             |                             |                             |                             |  |  |                              |                              |                              |                              |                              |                              |  |  |                          |                          |                          |                          |                          |                          |  |  |                                   |                                   |                                   |                                   |                                   |                                   |  |  |
|  |  |  |  |                                        |                                        |                                        |                                        |                                        |                                        |  |  |                                    |                                    |                                    |                                    |                                    |                                    |                                    |                                    |                                       |                                       |                                       |                                       |                                       |                                       |                                   |                                   |                                   |                                   |                                   |                                   |                                   |                                   |                              |                              |                                |                                |                                |                                |                                  |                                  |                                  |                                  |                                   |                                   |                                   |                                   |                                   |                                   |  |  |                               |                               |                               |                               |                               |                               |  |  |                             |                             |                             |                             |                             |                             |  |  |                              |                              |                              |                              |                              |                              |  |  |                          |                          |                          |                          |                          |                          |  |  |                                   |                                   |                                   |                                   |                                   |                                   |  |  |
|  |  |  |  |                                        |                                        |                                        |                                        |                                        |                                        |  |  |                                    |                                    |                                    |                                    |                                    |                                    |                                    |                                    |                                       |                                       |                                       |                                       | Нако Станишев (около 1810 – 1875)     | Нако Станишев (около 1810 – 1875)     | Нако Станишев (около 1810 – 1875) | Нако Станишев (около 1810 – 1875) | Нако Станишев (около 1810 – 1875) | Нако Станишев (около 1810 – 1875) |                                   |                                   | Неша                              | Неша                              | Неша                         | Неша                         | Неша                           | Неша                           |                                |                                |                                  |                                  |                                  |                                  |                                   |                                   |                                   |                                   |                                   |                                   |  |  |                               |                               |                               |                               |                               |                               |  |  |                             |                             |                             |                             |                             |                             |  |  |                              |                              |                              |                              |                              |                              |  |  |                          |                          |                          |                          |                          |                          |  |  |                                   |                                   |                                   |                                   |                                   |                                   |  |  |
|  |  |  |  |                                        |                                        |                                        |                                        |                                        |                                        |  |  |                                    |                                    |                                    |                                    |                                    |                                    |                                    |                                    |                                       |                                       |                                       |                                       | Нако Станишев (около 1810 – 1875)     | Нако Станишев (около 1810 – 1875)     | Нако Станишев (около 1810 – 1875) | Нако Станишев (около 1810 – 1875) | Нако Станишев (около 1810 – 1875) | Нако Станишев (около 1810 – 1875) |                                   |                                   | Неша                              | Неша                              | Неша                         | Неша                         | Неша                           | Неша                           |                                |                                |                                  |                                  |                                  |                                  |                                   |                                   |                                   |                                   |                                   |                                   |  |  |                               |                               |                               |                               |                               |                               |  |  |                             |                             |                             |                             |                             |                             |  |  |                              |                              |                              |                              |                              |                              |  |  |                          |                          |                          |                          |                          |                          |  |  |                                   |                                   |                                   |                                   |                                   |                                   |  |  |
|  |  |  |  |                                        |                                        |                                        |                                        |                                        |                                        |  |  |                                    |                                    |                                    |                                    |                                    |                                    |                                    |                                    |                                       |                                       |                                       |                                       |                                       |                                       |                                   |                                   |                                   |                                   |                                   |                                   |                                   |                                   |                              |                              |                                |                                |                                |                                |                                  |                                  |                                  |                                  |                                   |                                   |                                   |                                   |                                   |                                   |  |  |                               |                               |                               |                               |                               |                               |  |  |                             |                             |                             |                             |                             |                             |  |  |                              |                              |                              |                              |                              |                              |  |  |                          |                          |                          |                          |                          |                          |  |  |                                   |                                   |                                   |                                   |                                   |                                   |  |  |
|  |  |  |  |                                        |                                        |                                        |                                        |                                        |                                        |  |  |                                    |                                    |                                    |                                    |                                    |                                    |                                    |                                    |                                       |                                       |                                       |                                       |                                       |                                       |                                   |                                   |                                   |                                   |                                   |                                   |                                   |                                   |                              |                              |                                |                                |                                |                                |                                  |                                  |                                  |                                  |                                   |                                   |                                   |                                   |                                   |                                   |  |  |                               |                               |                               |                               |                               |                               |  |  |                             |                             |                             |                             |                             |                             |  |  |                              |                              |                              |                              |                              |                              |  |  |                          |                          |                          |                          |                          |                          |  |  |                                   |                                   |                                   |                                   |                                   |                                   |  |  |
|  |  |  |  | Магда М. Бучкова                       | Магда М. Бучкова                       | Магда М. Бучкова                       | Магда М. Бучкова                       | Магда М. Бучкова                       | Магда М. Бучкова                       |  |  | Атанас Станишев                    | Атанас Станишев                    | Атанас Станишев                    | Атанас Станишев                    | Атанас Станишев                    | Атанас Станишев                    |                                    |                                    | Константин Станишев (1840 – 1900)     | Константин Станишев (1840 – 1900)     | Константин Станишев (1840 – 1900)     | Константин Станишев (1840 – 1900)     | Константин Станишев (1840 – 1900)     | Константин Станишев (1840 – 1900)     |                                   |                                   | Милош Станишев (1865 – 1935)      | Милош Станишев (1865 – 1935)      | Милош Станишев (1865 – 1935)      | Милош Станишев (1865 – 1935)      | Милош Станишев (1865 – 1935)      | Милош Станишев (1865 – 1935)      |                              |                              | Димитър Станишев (1852 – 1940) | Димитър Станишев (1852 – 1940) | Димитър Станишев (1852 – 1940) | Димитър Станишев (1852 – 1940) | Димитър Станишев (1852 – 1940)   | Димитър Станишев (1852 – 1940)   |                                  |                                  | Рушка Станишева (1857 – 1929)     | Рушка Станишева (1857 – 1929)     | Рушка Станишева (1857 – 1929)     | Рушка Станишева (1857 – 1929)     | Рушка Станишева (1857 – 1929)     | Рушка Станишева (1857 – 1929)     |  |  |                               |                               |                               |                               |                               |                               |  |  |                             |                             |                             |                             |                             |                             |  |  |                              |                              |                              |                              |                              |                              |  |  |                          |                          |                          |                          |                          |                          |  |  |                                   |                                   |                                   |                                   |                                   |                                   |  |  |
|  |  |  |  | Магда М. Бучкова                       | Магда М. Бучкова                       | Магда М. Бучкова                       | Магда М. Бучкова                       | Магда М. Бучкова                       | Магда М. Бучкова                       |  |  | Атанас Станишев                    | Атанас Станишев                    | Атанас Станишев                    | Атанас Станишев                    | Атанас Станишев                    | Атанас Станишев                    |                                    |                                    | Константин Станишев (1840 – 1900)     | Константин Станишев (1840 – 1900)     | Константин Станишев (1840 – 1900)     | Константин Станишев (1840 – 1900)     | Константин Станишев (1840 – 1900)     | Константин Станишев (1840 – 1900)     |                                   |                                   | Милош Станишев (1865 – 1935)      | Милош Станишев (1865 – 1935)      | Милош Станишев (1865 – 1935)      | Милош Станишев (1865 – 1935)      | Милош Станишев (1865 – 1935)      | Милош Станишев (1865 – 1935)      |                              |                              | Димитър Станишев (1852 – 1940) | Димитър Станишев (1852 – 1940) | Димитър Станишев (1852 – 1940) | Димитър Станишев (1852 – 1940) | Димитър Станишев (1852 – 1940)   | Димитър Станишев (1852 – 1940)   |                                  |                                  | Рушка Станишева (1857 – 1929)     | Рушка Станишева (1857 – 1929)     | Рушка Станишева (1857 – 1929)     | Рушка Станишева (1857 – 1929)     | Рушка Станишева (1857 – 1929)     | Рушка Станишева (1857 – 1929)     |  |  |                               |                               |                               |                               |                               |                               |  |  |                             |                             |                             |                             |                             |                             |  |  |                              |                              |                              |                              |                              |                              |  |  |                          |                          |                          |                          |                          |                          |  |  |                                   |                                   |                                   |                                   |                                   |                                   |  |  |
|  |  |  |  |                                        |                                        |                                        |                                        |                                        |                                        |  |  |                                    |                                    |                                    |                                    |                                    |                                    |                                    |                                    |                                       |                                       |                                       |                                       |                                       |                                       |                                   |                                   |                                   |                                   |                                   |                                   |                                   |                                   |                              |                              |                                |                                |                                |                                |                                  |                                  |                                  |                                  |                                   |                                   |                                   |                                   |                                   |                                   |  |  |                               |                               |                               |                               |                               |                               |  |  |                             |                             |                             |                             |                             |                             |  |  |                              |                              |                              |                              |                              |                              |  |  |                          |                          |                          |                          |                          |                          |  |  |                                   |                                   |                                   |                                   |                                   |                                   |  |  |
|  |  |  |  |                                        |                                        |                                        |                                        |                                        |                                        |  |  |                                    |                                    |                                    |                                    |                                    |                                    |                                    |                                    |                                       |                                       |                                       |                                       |                                       |                                       |                                   |                                   |                                   |                                   |                                   |                                   |                                   |                                   |                              |                              |                                |                                |                                |                                |                                  |                                  |                                  |                                  |                                   |                                   |                                   |                                   |                                   |                                   |  |  |                               |                               |                               |                               |                               |                               |  |  |                             |                             |                             |                             |                             |                             |  |  |                              |                              |                              |                              |                              |                              |  |  |                          |                          |                          |                          |                          |                          |  |  |                                   |                                   |                                   |                                   |                                   |                                   |  |  |
|  |  |  |  | Константин Станишев (1897 – след 1945) | Константин Станишев (1897 – след 1945) | Константин Станишев (1897 – след 1945) | Константин Станишев (1897 – след 1945) | Константин Станишев (1897 – след 1945) | Константин Станишев (1897 – след 1945) |  |  | Георги Станишев (1882 – след 1943) | Георги Станишев (1882 – след 1943) | Георги Станишев (1882 – след 1943) | Георги Станишев (1882 – след 1943) | Георги Станишев (1882 – след 1943) | Георги Станишев (1882 – след 1943) |                                    |                                    | Мария Кавракирова (около 1882 – 1971) | Мария Кавракирова (около 1882 – 1971) | Мария Кавракирова (около 1882 – 1971) | Мария Кавракирова (около 1882 – 1971) | Мария Кавракирова (около 1882 – 1971) | Мария Кавракирова (около 1882 – 1971) |                                   |                                   | Константин Станишев (1877 – 1957) | Константин Станишев (1877 – 1957) | Константин Станишев (1877 – 1957) | Константин Станишев (1877 – 1957) | Константин Станишев (1877 – 1957) | Константин Станишев (1877 – 1957) |                              |                              | Милош Станишев (1891 – 1915)   | Милош Станишев (1891 – 1915)   | Милош Станишев (1891 – 1915)   | Милош Станишев (1891 – 1915)   | Милош Станишев (1891 – 1915)     | Милош Станишев (1891 – 1915)     |                                  |                                  | Александър Станишев (1886 – 1945) | Александър Станишев (1886 – 1945) | Александър Станишев (1886 – 1945) | Александър Станишев (1886 – 1945) | Александър Станишев (1886 – 1945) | Александър Станишев (1886 – 1945) |  |  | Христо Станишев (1884 – 1976) | Христо Станишев (1884 – 1976) | Христо Станишев (1884 – 1976) | Христо Станишев (1884 – 1976) | Христо Станишев (1884 – 1976) | Христо Станишев (1884 – 1976) |  |  | Неша Крапчева (1897 – 1983) | Неша Крапчева (1897 – 1983) | Неша Крапчева (1897 – 1983) | Неша Крапчева (1897 – 1983) | Неша Крапчева (1897 – 1983) | Неша Крапчева (1897 – 1983) |  |  | Данаил Крапчев (1880 – 1944) | Данаил Крапчев (1880 – 1944) | Данаил Крапчев (1880 – 1944) | Данаил Крапчев (1880 – 1944) | Данаил Крапчев (1880 – 1944) | Данаил Крапчев (1880 – 1944) |  |  | Крум Станишев (1881 – ?) | Крум Станишев (1881 – ?) | Крум Станишев (1881 – ?) | Крум Станишев (1881 – ?) | Крум Станишев (1881 – ?) | Крум Станишев (1881 – ?) |  |  | Катерина Червениванова (1882 – ?) | Катерина Червениванова (1882 – ?) | Катерина Червениванова (1882 – ?) | Катерина Червениванова (1882 – ?) | Катерина Червениванова (1882 – ?) | Катерина Червениванова (1882 – ?) |  |  |
|  |  |  |  | Константин Станишев (1897 – след 1945) | Константин Станишев (1897 – след 1945) | Константин Станишев (1897 – след 1945) | Константин Станишев (1897 – след 1945) | Константин Станишев (1897 – след 1945) | Константин Станишев (1897 – след 1945) |  |  | Георги Станишев (1882 – след 1943) | Георги Станишев (1882 – след 1943) | Георги Станишев (1882 – след 1943) | Георги Станишев (1882 – след 1943) | Георги Станишев (1882 – след 1943) | Георги Станишев (1882 – след 1943) |                                    |                                    | Мария Кавракирова (около 1882 – 1971) | Мария Кавракирова (около 1882 – 1971) | Мария Кавракирова (около 1882 – 1971) | Мария Кавракирова (около 1882 – 1971) | Мария Кавракирова (около 1882 – 1971) | Мария Кавракирова (около 1882 – 1971) |                                   |                                   | Константин Станишев (1877 – 1957) | Константин Станишев (1877 – 1957) | Константин Станишев (1877 – 1957) | Константин Станишев (1877 – 1957) | Константин Станишев (1877 – 1957) | Константин Станишев (1877 – 1957) |                              |                              | Милош Станишев (1891 – 1915)   | Милош Станишев (1891 – 1915)   | Милош Станишев (1891 – 1915)   | Милош Станишев (1891 – 1915)   | Милош Станишев (1891 – 1915)     | Милош Станишев (1891 – 1915)     |                                  |                                  | Александър Станишев (1886 – 1945) | Александър Станишев (1886 – 1945) | Александър Станишев (1886 – 1945) | Александър Станишев (1886 – 1945) | Александър Станишев (1886 – 1945) | Александър Станишев (1886 – 1945) |  |  | Христо Станишев (1884 – 1976) | Христо Станишев (1884 – 1976) | Христо Станишев (1884 – 1976) | Христо Станишев (1884 – 1976) | Христо Станишев (1884 – 1976) | Христо Станишев (1884 – 1976) |  |  | Неша Крапчева (1897 – 1983) | Неша Крапчева (1897 – 1983) | Неша Крапчева (1897 – 1983) | Неша Крапчева (1897 – 1983) | Неша Крапчева (1897 – 1983) | Неша Крапчева (1897 – 1983) |  |  | Данаил Крапчев (1880 – 1944) | Данаил Крапчев (1880 – 1944) | Данаил Крапчев (1880 – 1944) | Данаил Крапчев (1880 – 1944) | Данаил Крапчев (1880 – 1944) | Данаил Крапчев (1880 – 1944) |  |  | Крум Станишев (1881 – ?) | Крум Станишев (1881 – ?) | Крум Станишев (1881 – ?) | Крум Станишев (1881 – ?) | Крум Станишев (1881 – ?) | Крум Станишев (1881 – ?) |  |  | Катерина Червениванова (1882 – ?) | Катерина Червениванова (1882 – ?) | Катерина Червениванова (1882 – ?) | Катерина Червениванова (1882 – ?) | Катерина Червениванова (1882 – ?) | Катерина Червениванова (1882 – ?) |  |  |
|  |  |  |  |                                        |                                        |                                        |                                        |                                        |                                        |  |  |                                    |                                    |                                    |                                    |                                    |                                    |                                    |                                    |                                       |                                       |                                       |                                       |                                       |                                       |                                   |                                   |                                   |                                   |                                   |                                   |                                   |                                   |                              |                              |                                |                                |                                |                                |                                  |                                  |                                  |                                  |                                   |                                   |                                   |                                   |                                   |                                   |  |  |                               |                               |                               |                               |                               |                               |  |  |                             |                             |                             |                             |                             |                             |  |  |                              |                              |                              |                              |                              |                              |  |  |                          |                          |                          |                          |                          |                          |  |  |                                   |                                   |                                   |                                   |                                   |                                   |  |  |
|  |  |  |  |                                        |                                        |                                        |                                        |                                        |                                        |  |  |                                    |                                    |                                    |                                    |                                    |                                    |                                    |                                    |                                       |                                       |                                       |                                       |                                       |                                       |                                   |                                   |                                   |                                   |                                   |                                   |                                   |                                   |                              |                              |                                |                                |                                |                                |                                  |                                  |                                  |                                  |                                   |                                   |                                   |                                   |                                   |                                   |  |  |                               |                               |                               |                               |                               |                               |  |  |                             |                             |                             |                             |                             |                             |  |  |                              |                              |                              |                              |                              |                              |  |  |                          |                          |                          |                          |                          |                          |  |  |                                   |                                   |                                   |                                   |                                   |                                   |  |  |
|  |  |  |  |                                        |                                        |                                        |                                        |                                        |                                        |  |  |                                    |                                    |                                    |                                    | Георги Станишев (1912 – след 1945) | Георги Станишев (1912 – след 1945) | Георги Станишев (1912 – след 1945) | Георги Станишев (1912 – след 1945) | Георги Станишев (1912 – след 1945)    | Георги Станишев (1912 – след 1945)    |                                       |                                       | Димитър Станишев (1906 – 1995)        | Димитър Станишев (1906 – 1995)        | Димитър Станишев (1906 – 1995)    | Димитър Станишев (1906 – 1995)    | Димитър Станишев (1906 – 1995)    | Димитър Станишев (1906 – 1995)    |                                   |                                   | Радка Йосифова (1908 – 2012)      | Радка Йосифова (1908 – 2012)      | Радка Йосифова (1908 – 2012) | Радка Йосифова (1908 – 2012) | Радка Йосифова (1908 – 2012)   | Радка Йосифова (1908 – 2012)   |                                |                                | Константин Йосифов (1893 – 1977) | Константин Йосифов (1893 – 1977) | Константин Йосифов (1893 – 1977) | Константин Йосифов (1893 – 1977) | Константин Йосифов (1893 – 1977)  | Константин Йосифов (1893 – 1977)  |                                   |                                   |                                   |                                   |  |  | Ирина Талева (? – 1976)       | Ирина Талева (? – 1976)       | Ирина Талева (? – 1976)       | Ирина Талева (? – 1976)       | Ирина Талева (? – 1976)       | Ирина Талева (? – 1976)       |  |  | Димитър Талев (1898 – 1966) | Димитър Талев (1898 – 1966) | Димитър Талев (1898 – 1966) | Димитър Талев (1898 – 1966) | Димитър Талев (1898 – 1966) | Димитър Талев (1898 – 1966) |  |  |                              |                              |                              |                              |                              |                              |  |  |                          |                          |                          |                          |                          |                          |  |  |                                   |                                   |                                   |                                   |                                   |                                   |  |  |
|  |  |  |  |                                        |                                        |                                        |                                        |                                        |                                        |  |  |                                    |                                    |                                    |                                    | Георги Станишев (1912 – след 1945) | Георги Станишев (1912 – след 1945) | Георги Станишев (1912 – след 1945) | Георги Станишев (1912 – след 1945) | Георги Станишев (1912 – след 1945)    | Георги Станишев (1912 – след 1945)    |                                       |                                       | Димитър Станишев (1906 – 1995)        | Димитър Станишев (1906 – 1995)        | Димитър Станишев (1906 – 1995)    | Димитър Станишев (1906 – 1995)    | Димитър Станишев (1906 – 1995)    | Димитър Станишев (1906 – 1995)    |                                   |                                   | Радка Йосифова (1908 – 2012)      | Радка Йосифова (1908 – 2012)      | Радка Йосифова (1908 – 2012) | Радка Йосифова (1908 – 2012) | Радка Йосифова (1908 – 2012)   | Радка Йосифова (1908 – 2012)   |                                |                                | Константин Йосифов (1893 – 1977) | Константин Йосифов (1893 – 1977) | Константин Йосифов (1893 – 1977) | Константин Йосифов (1893 – 1977) | Константин Йосифов (1893 – 1977)  | Константин Йосифов (1893 – 1977)  |                                   |                                   |                                   |                                   |  |  | Ирина Талева (? – 1976)       | Ирина Талева (? – 1976)       | Ирина Талева (? – 1976)       | Ирина Талева (? – 1976)       | Ирина Талева (? – 1976)       | Ирина Талева (? – 1976)       |  |  | Димитър Талев (1898 – 1966) | Димитър Талев (1898 – 1966) | Димитър Талев (1898 – 1966) | Димитър Талев (1898 – 1966) | Димитър Талев (1898 – 1966) | Димитър Талев (1898 – 1966) |  |  |                              |                              |                              |                              |                              |                              |  |  |                          |                          |                          |                          |                          |                          |  |  |                                   |                                   |                                   |                                   |                                   |                                   |  |  |